# NGC 2074
NGC 2074 је емисиона маглина у сазвежђу Златна риба која се налази на NGC листи објеката дубоког неба.
Деклинација објекта је - 69° 29' 53" а ректасцензија 5h 39m 3,6s. Привидна величина (магнитуда) објекта NGC 2074 износи 12,4 а фотографска магнитуда 8,5. NGC 2074 је још познат и под ознакама ESO 57-EN8, , part of N 2070.